# トリスムンド
トリスムンド （Thorismund、420年頃 - 453年）は、西ゴート王（在位：451年 - 453年）。テオドリック1世の子で、父がカタラウヌムの戦いで戦死した後、王位を継承した。

## 生涯
彼の臣民にはその体の強健さで知られた。敵に殺された父の亡骸がまだ温かいうちに、ゴートの戦士たちによって王に選ばれた。
彼はトゥールーズに宮廷を置き、アラン族からオルレアンを奪った。おそらく、西ゴート王国はローマ帝国から独立した存在であり、ローマ人と等しく扱われるという視点を持った初めての西ゴート王だった。この分離主義政策が、カタラウヌムの戦いでテオドリック1世とともにフン族を退けたローマの将軍アエティウスが遠征する原因となった。アエティウスは兄を妬むトリスムンドの実弟たちと手を結び、非支配層の西ゴート貴族集団と謀ってトリスムンドを暗殺するに至った。